# Ochropleura musivula
Ochropleura musivula är en fjärilsart som beskrevs av Otto Staudinger 1895. Ochropleura musivula ingår i släktet Ochropleura och familjen nattflyn. Inga underarter finns listade i Catalogue of Life.